# Lepturges pictus
Lepturges pictus es una especie de escarabajo longicornio del género Lepturges, categorizada en la tribu Acanthocinini, de la subfamilia Lamiinae. Fue descrita por LeConte en 1852.

## Descripción
Mide 6,7-10,5 mm de longitud.

## Distribución
Se distribuye por Canadá y Estados Unidos.